# Ту-114
Ту-114 «Росія» (за кодифікацією НАТО:Cleat — «Зажим») — турбогвинтовий далекомагістральний пасажирський літак, спроєктований в СРСР в 1955 році на основі бомбардувальника Ту-95.
Вироблявся в 1961 — 1965 роках на серійному заводі № 18 у Куйбишеві. Всього було побудовано 31 екземпляр серійних літаків.

## Колишні оператори

### Цивільні
Японія
- Японські авіалінії - Використовувалися літаки, придбані у Аерофлоту.

 СРСР
- Аерофлот

### Військові
СРСР
- ВПС СРСР (Ту-114, Ту-116)

## Тактико-технічні характеристики
Наведено дані Ту-114.
Джерело: Gunston, 1995, p. 184; Арсеньєв, 2000.
Основні характеристики
- Екіпаж: 5
- Пасажиромісткість: 170-220
- Вантажопідйомність: 22500 кг
- Довжина: 54,1 м
- Висота: 15,5 м
- Розмах крила: 51,1 м

- Площа крила: 311,1 м²
- Маса порожнього: 85800-88200 кг
- Нормальна злітна маса: 164000 кг
- Максимальна злітна маса: 179000 кг
- Маса палива у внутрішніх баках: 60800 кг (максимальна)

Льотні характеристики
- Максимальна швидкість: 880 км/год на 7100 м
- Крейсерська швидкість: 750-770 км/год
- Посадочна швидкість:205 км/год
- Практична дальність: 9720 км (з вантажем 15000 кг)
- Практична стеля: 12000 м
- Довжина пробігу: 1550 м

## Використання
На одному з Ту-114 в 1959 Микита Сергійович Хрущов здійснив поїздку до США.